# لین جنینگز
لین جنینگز (انگلیسی: Lynn Jennings؛ زادهٔ july ۱, ۱۹۶۰ (۶۴ سال)) ورزشکار دو و میدانی اهل ایالات متحده آمریکا است.